# Robenilson de Jesus
Robenilson Vieira de Jesus (Boa Vista do Tupim, 24 de setembro de 1987) é um pugilista brasileiro. 
Participou dos Jogos Olímpicos de 2008 em Pequim, na categoria peso mosca (até 51 kg), onde ganhou a primeira luta contra Anurudha Rathnayake por 13 a 3, mas perdeu na segunda luta para Anvar Yunusov por 12 a 6.
Foi um dos representantes do país nos Jogos Pan-Americanos de 2011, em Guadalajara, no México, onde conquistou uma medalha de bronze no peso galo.
Nos Jogos Olímpicos de 2012 em Londres, participando da categoria peso galo (até 56 kg), Robenilson ganhou a primeira luta contra Orzubek Shayimov por 13 a 7, as oitavas-de-final contra Sergey Vodopyanov (campeão mundial amador) por 13 a 11 e, nas quartas-de-final, perdeu para o cubano Lázaro Álvarez, medalha de ouro no Pan 2011 e campeão mundial amador em 2011, por 16 a 11. Robenilson ficou a uma luta de garantir uma medalha, pois no boxe olímpico não há disputa de terceiro lugar.